# Esad Mekuli
Esad Mekuli (ur. 17 grudnia 1916 w Plavie w Czarnogórze, zm. 6 sierpnia 1993 w Prisztinie) – kosowski pisarz, tłumacz i publicysta.

## Życiorys
Syn duchownego muzułmańskiego Haxhi Smajli Ademiego. Uczył się początkowo w szkole serbskiej w Plavie, a następnie w gimnazjum Pejë i w Prizrenie. Po ukończeniu szkoły średniej rozpoczął studia weterynaryjne na Uniwersytecie w Belgradzie. Już w okresie studiów pisał do czasopisma Beogradski student, potem także do innych czasopism jak belgradzki Venac czy zagrzebska Mladost. W roku 1940 został uwięziony przez władze jugosłowiańskie. Więzienie opuścił na mocy amnestii 2 kwietnia 1941 roku. Po uwolnieniu pracował jako weterynarz wojskowy w Peji. W tym czasie działał w ruchu oporu, pisząc teksty do nielegalnie wydawanego pisma Lirija. W 1942 roku został ponownie aresztowany, za działalność w ruchu oporu i uwięziony w Sheremeti.
Po uwolnieniu w 1943 roku podjął współpracę z wydawanym przez ruch oporu czasopismem Lirija (Wolność). Po zakończeniu wojny pracował jako redaktor w czasopiśmie Rilindja (Odrodzenie), a później założył pismo literackie Jeta e Re (Nowe życie), którym kierował do 1971 r. Pisywał także do innych pism albańskojęzycznych w Kosowie i w Macedonii, a także do najbardziej znanych czasopism wydawanych w Jugosławii – Borby i Politiki.
Był pierwszym przewodniczącym Stowarzyszenia Pisarzy Kosowa, jak też założycielem Akademii Nauk i Sztuk Kosowa. W latach 1975–1979 był jej przewodniczącym. W 1959 roku obronił pracę doktorską z weterynarii na Uniwersytecie Belgradzkim.
Jako poeta zadebiutował późno, wydając pierwszy tomik w wieku 40 lat. Oprócz pisania powieści i utworów poetyckich zajmował się także translatorstwem. Na jego koncie znalazło się 18 przekładów na język albański, m.in. dzieł Petara Njegośa, Siergieja Jesenina, Dušana Kosticia, Ćamila Sijaricia i Sretena Asanovicia. Zajmował się także tłumaczeniem literatury albańskiej na język serbski.
Był członkiem korespondencyjnym Jugosłowiańskiej Akademii Nauk i członkiem zagranicznym Słoweńskiej Akademii Nauk i Sztuk.
Był żonaty (żona Sehadete była lekarką), miał dwoje dzieci.

## Dzieła
- 1955: Për ty (Dla ciebie, wyd. Prisztina)
- 1956: Shkëndijat e para (wyd. Prisztina)
- 1966: Dita e re (Nowy dzień, wyd. Prisztina)
- 1971: Avsha Ada
- 1973: Vjersha (Wiersze)
- 1981: Brigjet (Wybrzeża, wyd. Prisztina)
- 1984: Rini e kuqe – (Czerwona młodość, wyd. Prisztina)
- 1986: Në mes të dashurisë dhe urrejtjes (Między miłością a nienawiścią, wyd. Tirana)
- 1989: Dita që nuk shuhet (Światło, które nie gaśnie, wyd. Prisztina)
- 2006: I varuri i këndon lirisë : poezi të zgjedhura (wyd. Tirana)

## Tłumaczenia polskie
- Popullit tim (Mojemu narodowi), Pa titull (Bez tytułu), [w:] Tylko Itaka pozostanie. Antologia poezji albańskiej i polskiej XX wieku, przeł. M.Saneja, Warszawa 1993.